# الانقلاب الأيسر للشرايين الكبيرة
الانقلاب الأيسر للشرايين الكبيرة، هو مرض قلبي خلقي لازراقي يحدث فيه تبادل في مواضع الشرايين الأساسية (الشريان الأبهري والشريان الرئوي) بحيث يكون الشريان الأبهري أمام وأيسر الشريان الرئوي مع انقلاب مورفولوجي للبطينين الأيمن والأيسر والصمامات الأذينية البطينية الموافقة لكل منهما أيضًا.
لم يتفق الجميع على استخدام مصطلح «المصحح» بسبب مرافقة تشوهات و/ أو اضطرابات مكتسبة أخرى للمرض.
توصف هذه الحالة في التحليل القطعي بأنها عدم توافق أذيني بطيني (انقلاب بطيني) مع عدم توافق شرياني بطيني. في معظم الحالات، يشار إلى الانقلاب الأيسر للشرايين الكبيرة بانقلاب وضع الأوعية الكبرى فقط، لكنه مصطلح عام قد يشير إلى تبدل الشرايين الكبرى اليميني أيضًا.

## العلامات والأعراض
لا ينتج عن الانقلاب الأيسر البسيط للشرايين الكبيرة أي أعراض واضحة على الفور. لكن كل بطين مصمم لتلقي ضغوط معينة، ولهذا سيتضخم البطين الأيمن في النهاية بسبب زيادة الضغط مسببًا أعراض مثل ضيق النفس أو التعب.
قد ينتج عن الانقلاب الأيسر المركب للشرايين الكبيرة أعراض مباشرة أو سريعة التطور، وذلك اعتمادًا على طبيعة العيوب المصاحبة ودرجتها وعددها. قد تتضمن قائمة الأعراض الزرقة الخفيفة في حالة وجود تحويلة من اليمين إلى اليسار أو تحويلة ثنائية الاتجاه.

## الإمراضية
في القلب الطبيعي، يُضخ الدم غير المؤكسج من الأذينة اليمنى إلى البطين الأيمن ومنه إلى الشريان الرئوي ومن ثم إلى الرئتين حيث يملأ مخزونه من الأكسجين (يتأكسج). يعود الدم الغني بالأكسجين (المؤكسج) عبر الأوردة الرئوية إلى الأذينة اليسرى ومنها إلى البطين الأيسر ثم إلى الشريان الأبهري الذي سينقل الدم إلى جميع أنحاء الجسم بما في ذلك العضلة القلبية.
في الانقلاب الأيسر للشرايين الكبيرة، يُضخ الدم غير المؤكسج من الأذينة اليمنى إلى البطين الأيسر مورفولوجيًا (الأيمن تشريحيًا) ومنه إلى الشريان الرئوي ومن ثم إلى الرئتين. يعود الدم المؤكسج عبر الأوردة الرئوية إلى الأذينة اليسرى ومنها إلى البطين الأيمن مورفولوجيًا ومنه إلى الشريان الأبهري.

## الأنواع والعيوب المماثلة
في معظم الحالات، يرافق الانقلاب الأيسر للشرايين الكبيرة عيوب قلبية أخرى، والنوع الأشيع هو التحويلات داخل القلب مثل عيب الحاجز الأذيني (بما في ذلك الثقبة البيضوية المفتوحة) وعيب الحاجز البطيني والقناة الشريانية المفتوحة. قد يرافق المرض وجود تضيقات في الصمامات أو الأوعية أيضًا.
في حالة عدم وجود عيوب أخرى في القلب، يطلق على المرض اسم الانقلاب الأيسر البسيط للشرايين الكبيرة، بينما يطلق عليه اسم الانقلاب الأيسر المركب للشرايين الكبيرة عند وجود عيوب أخرى مرافقة.

## التشخيص
يمكن تشخيص الانقلاب الأيسر للشرايين الكبيرة في الرحم باستخدام الموجات فوق الصوتية بعد مرور 18 أسبوع من الحمل. ومع ذلك، تشخص العديد من حالات الانقلاب الأيسر البسيط للشرايين الكبيرة صدفةً في مرحلة البلوغ أثناء تشخيص أو علاج أمراض أخرى.

## العلاج
يتميز الانقلاب الأيسر البسيط للشرايين الكبيرة بإنذار جيد للغاية؛ إذ لا يعاني العديد من الأفراد من أي أعراض ولا يحتاجون إلى تصحيح جراحي.
يلجأ الأطباء في عدد من الحالات إلى إجراء عملية التبديل المزدوج (الصعبة تقنيًا) لاستعادة التدفق الطبيعي للدم عبر البطينين.